# Тріолет
Тріоле́т (фр. triolet, від лат. trio — троє) — восьмивірш за схемою римування на дві рими: абааабаб.
Причому перший рядок повторюється тричі:
Сонце і день — не мені.
Сни — моя втіха єдина.
Та не щастить і вві сні.
Сонце і день — не мені.
О, хоч у снах чарівні
Сняться юнацтва години…
Сонце і день — не мені,
Сни — моя втіха єдина (А. Казка).
Тріолет виник у середньовічній французькій поезії, прижився в інших європейських літературах. В українській версифікаційній практиці з'являється епізодично.
Одним із зразків тріолету є поезія Світличного "Тріолет":
Навіщо тріолети їсти?
Вони - з химер, фантазій, снів...
Не смійте, плотські та земні,
Небесні тріолети їсти!
Се - сонячні кларнети істин.
... А що як істина - в вині?!
Не треба тріолети їсти,
Вони - з химер, фантазій, снів...